# Eupen

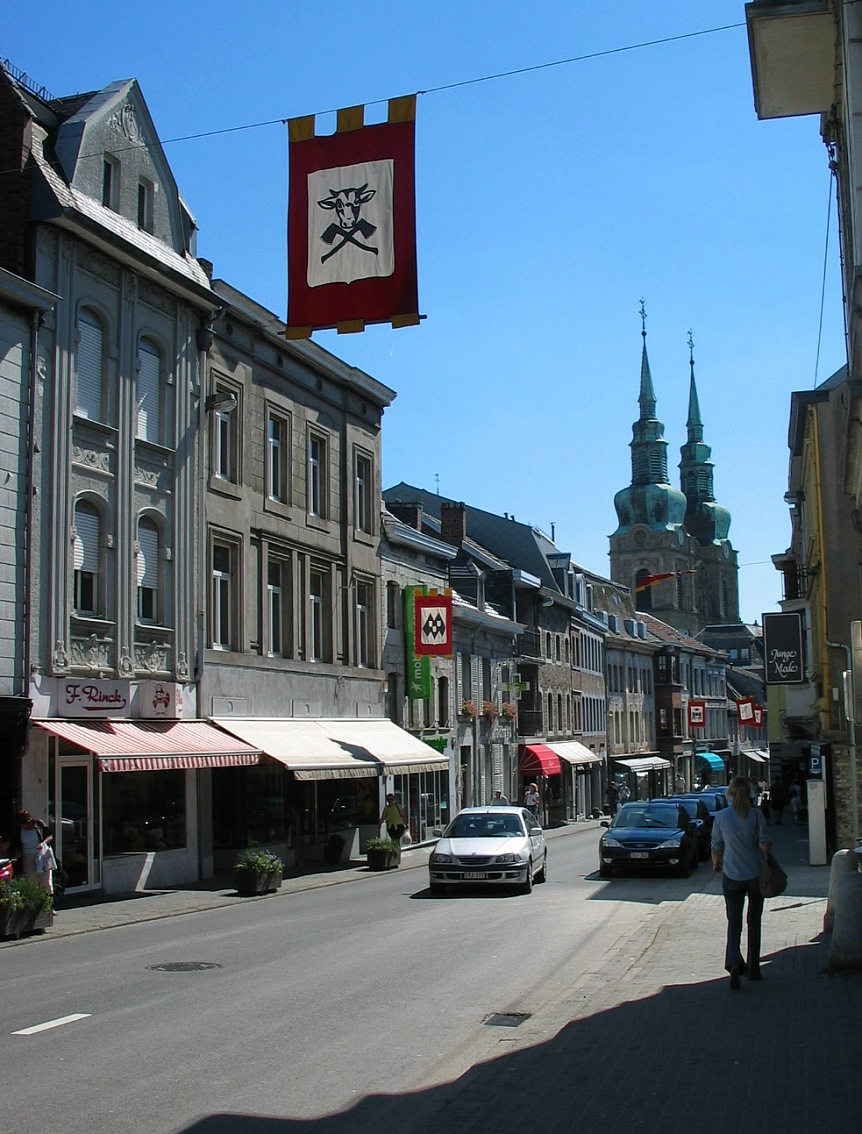
Klosterstrasse

Eupen é uma cidade e um município germanófono da Bélgica localizado no distrito de Verviers, província de Liège, região da Valônia. Eupen está situada 45 km ao sul de Maastricht (Países Baixos) e 15 km a oeste de Aachen, na Alemanha.
Altitude: de 258 a 380 metros.